# 紫崖燕
紫崖燕（学名：Progne subis）为雀形目燕科下的一个鸟种, 分布于分布于北美洲东部
。
紫崖燕体重约53.79克，翼长约14.72厘米，喙宽度约5.9毫米，喙厚度约4.8毫米，嘴峰长约16.8毫米，跗蹠长约15毫米，尾长约72.4毫米。
紫崖燕是留鸟，栖息在森林的树冠层，它们是食肉动物，主要以昆虫、蜘蛛等陆生无脊椎动物为食。

## 亚种
- Progne subis subis，分布在加拿大南部到墨西哥中部；在巴西越冬。
- Progne subis arboricola，分布在北美西部的山区。[4]